# Élections législatives de 1967 dans la Seine-Maritime
Les élections législatives françaises de 1967 se déroulent les 5 et 12 mars 1967. Dans le département de Seine-Maritime, dix députés sont à élire dans le cadre de dix circonscriptions.

## Élus
| Circonscription                                 | Député sortant     | Parti | Parti   | Député élu ou réélu | Parti | Parti       |
| ----------------------------------------------- | ------------------ | ----- | ------- | ------------------- | ----- | ----------- |
| 1re                                             | Roger Dusseaulx    |       | UNR-UDT | Roger Dusseaulx     |       | UD-Ve       |
| 2e                                              | Tony Larue         |       | SFIO    | Tony Larue          |       | FGDS (SFIO) |
| 3e                                              | Jean-Marie Morisse |       | UNR-UDT | Roland Leroy        |       | PCF         |
| 4e                                              | André Chérasse     |       | UNR-UDT | Colette Privat      |       | PCF         |
| 5e                                              | André Bettencourt  |       | RI      | André Bettencourt   |       | RI          |
| 6e                                              | Maurice Georges    |       | UNR-UDT | Maurice Georges     |       | UD-Ve       |
| 7e                                              | René Cance*        |       | PCF     | André Duroméa       |       | PCF         |
| 8e                                              | Roger Fossé        |       | UNR-UDT | Roger Fossé         |       | UD-Ve       |
| 9e                                              | Louis Boisson      |       | SFIO    | Raymond Offroy      |       | UD-Ve       |
| 10e                                             | Georges Delatre    |       | UNR-UDT | Georges Delatre     |       | UD-Ve       |
| * député sortant ne se représentant pas en 1967 |                    |       |         |                     |       |             |

## Résultats

### Résultats à l'échelle du département
| Parti                 | Parti                                           | Premier tour | Premier tour | Second tour | Second tour | Sièges |
| Parti                 | Parti                                           | Voix         | %            | Voix        | %           | Sièges |
| --------------------- | ----------------------------------------------- | ------------ | ------------ | ----------- | ----------- | ------ |
|                       | Union des démocrates pour la Ve République      | 156 688      | 31,50        | 185 978     | 48,50       | 5      |
|                       | Républicains indépendants                       | 25 713       | 5,17         |             |             | 1      |
|                       | Modérés                                         | 8 582        | 1,73         | 0           |             |        |
|                       | Union des républicains de progrès               | 190 983      | 38,39        | 185 978     | 48,50       | 6      |
|                       |                                                 |              |              |             |             |        |
|                       | Section française de l'Internationale ouvrière  | 43 511       | 8,75         | 37 132      | 9,68        | 1      |
|                       | Parti radical                                   | 30 485       | 6,13         | 16 680      | 4,85        | 0      |
|                       | Convention des institutions républicaines       | 18 613       | 3,74         | 17 701      | 4,62        | 0      |
|                       | Fédération de la gauche démocrate et socialiste | 92 609       | 18,62        | 71 513      | 18,65       | 1      |
|                       |                                                 |              |              |             |             |        |
|                       | Parti communiste français                       | 145 907      | 29,33        | 125 948     | 32,85       | 3      |
|                       | Progrès et démocratie moderne                   | 47 823       | 9,61         | Retrait     | Retrait     | 0      |
|                       | Parti socialiste unifié                         | 18 698       | 3,76         |             |             | 0      |
|                       | Mouvement jeune révolution                      | 1 404        | 0,28         | 0           |             |        |
|                       |                                                 |              |              |             |             |        |
| Inscrits              | Inscrits                                        | 621 671      | 100,00       | 502 817     | 100,00      | 10     |
| Abstentions           | Abstentions                                     | 111 705      | 17,97        | 101 542     | 20,19       |        |
| Votants               | Votants                                         | 509 966      | 82,03        | 401 275     | 79,81       |        |
| Blancs et nuls        | Blancs et nuls                                  | 12 542       | 2,46         | 17 836      | 4,44        |        |
| Exprimés              | Exprimés                                        | 497 424      | 97,54        | 383 439     | 95,56       |        |
| Source : Data.gouv.fr |                                                 |              |              |             |             |        |

### Résultats par circonscription

#### Première circonscription (Rouen-Nord)
| Candidat                    | Candidat                      | Parti          | Premier tour | Premier tour | Second tour | Second tour |  |
| Candidat                    | Candidat                      | Parti          | Voix         | %            | Voix        | %           |  |
| --------------------------- | ----------------------------- | -------------- | ------------ | ------------ | ----------- | ----------- |  |
|                             | Roger Dusseaulx sortant réélu | UD-Ve          | 18 562       | 39,29        | 24 395      | 54,78       |  |
|                             | Victor Blot                   | PCF            | 11 006       | 23,3         | 20 138      | 45,22       |  |
|                             | Jean Allard                   | CD (PDM)       | 7 104        | 15,04        | Retrait     | Retrait     |  |
|                             | Alfred Slodownik              | FGDS (Radical) | 4 798        | 10,16        |             |             |  |
|                             | Robert Dubreuil               | PSU            | 3 281        | 6,94         |             |             |  |
|                             | Michel Vallet                 | ARLP           | 1 404        | 2,97         |             |             |  |
|                             | Claude Bouteleux              | Modérés        | 1 089        | 2,31         |             |             |  |
|                             |                               |                |              |              |             |             |  |
| Inscrits                    | Inscrits                      | Inscrits       | 63 294       | 100,00       | 63 293      | 100,00      |  |
| Abstentions                 | Abstentions                   | Abstentions    | 14 694       | 23,22        | 15 701      | 24,81       |  |
| Votants                     | Votants                       | Votants        | 48 600       | 76,78        | 47 592      | 75,19       |  |
| Blancs et nuls              | Blancs et nuls                | Blancs et nuls | 1 356        | 2,79         | 3 059       | 6,43        |  |
| Exprimés                    | Exprimés                      | Exprimés       | 47 244       | 97,21        | 44 533      | 93,57       |  |
| Source : Gallica et CEVIPOF |                               |                |              |              |             |             |  |

#### Deuxième circonscription (Elbeuf)
| Candidat                    | Candidat                 | Parti          | Premier tour | Premier tour | Second tour | Second tour |  |
| Candidat                    | Candidat                 | Parti          | Voix         | %            | Voix        | %           |  |
| --------------------------- | ------------------------ | -------------- | ------------ | ------------ | ----------- | ----------- |  |
|                             | Tony Larue sortant réélu | FGDS (SFIO)    | 20 743       | 37,31        | 37 060      | 68,91       |  |
|                             | Henri Levillain          | PCF            | 16 688       | 30,02        | Retrait     | Retrait     |  |
|                             | Roger Parment            | UD-Ve          | 14 728       | 26,49        | 16 722      | 31,09       |  |
|                             | Robert Tassery           | CD (PDM)       | 3 435        | 6,18         |             |             |  |
|                             |                          |                |              |              |             |             |  |
| Inscrits                    | Inscrits                 | Inscrits       | 68 681       | 100,00       | 68 670      | 100,00      |  |
| Abstentions                 | Abstentions              | Abstentions    | 11 962       | 17,42        | 13 497      | 19,65       |  |
| Votants                     | Votants                  | Votants        | 56 719       | 82,58        | 55 173      | 80,35       |  |
| Blancs et nuls              | Blancs et nuls           | Blancs et nuls | 1 125        | 1,98         | 1 391       | 2,52        |  |
| Exprimés                    | Exprimés                 | Exprimés       | 55 594       | 98,02        | 53 782      | 97,48       |  |
| Source : Gallica et CEVIPOF |                          |                |              |              |             |             |  |

#### Troisième circonscription (Rouen-Sud)
| Candidat                    | Candidat                   | Parti          | Premier tour | Premier tour | Second tour | Second tour |  |
| Candidat                    | Candidat                   | Parti          | Voix         | %            | Voix        | %           |  |
| --------------------------- | -------------------------- | -------------- | ------------ | ------------ | ----------- | ----------- |  |
|                             | Roland Leroy élu           | PCF            | 20 214       | 37,63        | 23 218      | 50,43       |  |
|                             | Jean-Marie Morisse sortant | UD-Ve          | 17 801       | 33,14        | 22 814      | 43,49       |  |
|                             | Roland Tafforeau           | FGDS (CIR)     | 9 124        | 16,98        | Retrait     | Retrait     |  |
|                             | Henri Lagrange             | CD (PDM)       | 4 024        | 7,49         |             |             |  |
|                             | Michel Bérégovoy           | PSU            | 2 556        | 4,76         |             |             |  |
|                             |                            |                |              |              |             |             |  |
| Inscrits                    | Inscrits                   | Inscrits       | 68 350       | 100,00       | 68 339      | 100,00      |  |
| Abstentions                 | Abstentions                | Abstentions    | 13 475       | 19,71        | 13 501      | 19,76       |  |
| Votants                     | Votants                    | Votants        | 54 875       | 80,29        | 54 838      | 80,24       |  |
| Blancs et nuls              | Blancs et nuls             | Blancs et nuls | 1 156        | 2,11         | 2 376       | 4,33        |  |
| Exprimés                    | Exprimés                   | Exprimés       | 53 719       | 97,89        | 52 462      | 95,67       |  |
| Source : Gallica et CEVIPOF |                            |                |              |              |             |             |  |

#### Quatrième circonscription (Pavilly)
| Candidat         | Candidat               | Parti          | Premier tour | Premier tour | Second tour | Second tour |  |
| Candidat         | Candidat               | Parti          | Voix         | %            | Voix        | %           |  |
| ---------------- | ---------------------- | -------------- | ------------ | ------------ | ----------- | ----------- |  |
|                  | André Chérasse sortant | UD-Ve          | 16 921       | 32,45        | 22 356      | 45,61       |  |
|                  | André Marie            | FGDS (Radical) | 15 727       | 30,16        | Retrait     | Retrait     |  |
|                  | Colette Privat élue    | PCF            | 15 265       | 29,27        | 26 661      | 54,39       |  |
|                  | Christian Farjon       | PSU            | 4 231        | 8,11         |             |             |  |
|                  |                        |                |              |              |             |             |  |
| Inscrits         | Inscrits               | Inscrits       | 65 791       | 100,00       | 65 780      | 100,00      |  |
| Abstentions      | Abstentions            | Abstentions    | 11 841       | 18           | 13 219      | 20,1        |  |
| Votants          | Votants                | Votants        | 53 950       | 82           | 52 561      | 79,9        |  |
| Blancs et nuls   | Blancs et nuls         | Blancs et nuls | 1 806        | 3,35         | 3 544       | 6,74        |  |
| Exprimés         | Exprimés               | Exprimés       | 52 144       | 96,65        | 49 017      | 93,26       |  |
| Source : CEVIPOF |                        |                |              |              |             |             |  |

#### Cinquième circonscription (Fécamp)
|                  | André Bettencourt sortant réélu | RI (UD-Ve)     | 25 713 | 50,16  |  |  |  |
|                  | Albert Duquenoy                 | PCF            | 12 119 | 23,64  |  |  |  |
|                  | Léon Deslandes                  | CD (PDM)       | 8 736  | 17,04  |  |  |  |
|                  | Pierre Roussel                  | PSU            | 4 687  | 9,14   |  |  |  |
|                  |                                 |                |        |        |  |  |  |
| Inscrits         | Inscrits                        | Inscrits       | 61 738 | 100,00 |  |  |  |
| Abstentions      | Abstentions                     | Abstentions    | 9 121  | 14,77  |  |  |  |
| Votants          | Votants                         | Votants        | 52 617 | 85,23  |  |  |  |
| Blancs et nuls   | Blancs et nuls                  | Blancs et nuls | 1 362  | 2,59   |  |  |  |
| Exprimés         | Exprimés                        | Exprimés       | 51 255 | 97,41  |  |  |  |
| Source : CEVIPOF |                                 |                |        |        |  |  |  |

#### Sixième circonscription (Le Havre-Ouest)
| Candidat                    | Candidat                      | Parti          | Premier tour | Premier tour | Second tour | Second tour |  |
| Candidat                    | Candidat                      | Parti          | Voix         | %            | Voix        | %           |  |
| --------------------------- | ----------------------------- | -------------- | ------------ | ------------ | ----------- | ----------- |  |
|                             | Maurice Georges sortant réélu | UD-Ve          | 25 910       | 39,5         | 35 658      | 56,43       |  |
|                             | Jacques Eberhard              | PCF            | 19 681       | 30           | 27 533      | 43,57       |  |
|                             | Robert Lenoble                | Modérés        | 6 066        | 9,25         |             |             |  |
|                             | Yves Chegaray                 | CD (PDM)       | 5 173        | 7,89         |             |             |  |
|                             | Jean-Jacques Safar            | FGDS (SFIO)    | 4 827        | 7,36         |             |             |  |
|                             | Louis Pointier                | PSU            | 3 943        | 6,01         |             |             |  |
|                             |                               |                |              |              |             |             |  |
| Inscrits                    | Inscrits                      | Inscrits       | 82 262       | 100,00       | 82 250      | 100,00      |  |
| Abstentions                 | Abstentions                   | Abstentions    | 15 267       | 18,56        | 16 489      | 20,05       |  |
| Votants                     | Votants                       | Votants        | 66 995       | 81,44        | 65 761      | 79,95       |  |
| Blancs et nuls              | Blancs et nuls                | Blancs et nuls | 1 395        | 2,08         | 2 570       | 3,91        |  |
| Exprimés                    | Exprimés                      | Exprimés       | 65 600       | 97,92        | 63 191      | 96,09       |  |
| Source : Gallica et CEVIPOF |                               |                |              |              |             |             |  |

#### Septième circonscription (Le Havre-Est)
|                  | André Duroméa élu | PCF            | 26 259 | 54,90  |  |  |  |
|                  | Raymond Réjaud    | UD-Ve          | 13 409 | 28,03  |  |  |  |
|                  | Lucien Lhonorey   | FGDS (SFIO)    | 5 154  | 10,77  |  |  |  |
|                  | René Bellanger    | CD (PDM)       | 3 004  | 6,28   |  |  |  |
|                  |                   |                |        |        |  |  |  |
| Inscrits         | Inscrits          | Inscrits       | 57 056 | 100,00 |  |  |  |
| Abstentions      | Abstentions       | Abstentions    | 7 999  | 14,02  |  |  |  |
| Votants          | Votants           | Votants        | 49 057 | 85,98  |  |  |  |
| Blancs et nuls   | Blancs et nuls    | Blancs et nuls | 1 231  | 2,51   |  |  |  |
| Exprimés         | Exprimés          | Exprimés       | 47 826 | 97,49  |  |  |  |
| Source : CEVIPOF |                   |                |        |        |  |  |  |

#### Huitième circonscription (Yvetot)
| Candidat                    | Candidat                  | Parti          | Premier tour | Premier tour | Second tour | Second tour |  |
| Candidat                    | Candidat                  | Parti          | Voix         | %            | Voix        | %           |  |
| --------------------------- | ------------------------- | -------------- | ------------ | ------------ | ----------- | ----------- |  |
|                             | Roger Fossé sortant réélu | UD-Ve          | 18 665       | 46,27        | 21 356      | 54,67       |  |
|                             | Pierre Bobée              | FGDS (CIR)     | 9 489        | 23,52        | 17 701      | 45,33       |  |
|                             | Pierre Menet              | PCF            | 6 364        | 15,77        | Retrait     | Retrait     |  |
|                             | Robert Grèverie           | CD (PDM)       | 5 821        | 14,43        | Retrait     | Retrait     |  |
|                             |                           |                |              |              |             |             |  |
| Inscrits                    | Inscrits                  | Inscrits       | 50 316       | 100,00       | 50 311      | 100,00      |  |
| Abstentions                 | Abstentions               | Abstentions    | 8 753        | 17,4         | 9 866       | 19,61       |  |
| Votants                     | Votants                   | Votants        | 41 563       | 82,6         | 40 445      | 80,39       |  |
| Blancs et nuls              | Blancs et nuls            | Blancs et nuls | 1 224        | 2,94         | 1 388       | 3,43        |  |
| Exprimés                    | Exprimés                  | Exprimés       | 40 339       | 97,06        | 39 057      | 96,57       |  |
| Source : Gallica et CEVIPOF |                           |                |              |              |             |             |  |

#### Neuvième circonscription (Dieppe)
| Candidat                    | Candidat              | Parti                     | Premier tour | Premier tour | Second tour | Second tour |  |
| Candidat                    | Candidat              | Parti                     | Voix         | %            | Voix        | %           |  |
| --------------------------- | --------------------- | ------------------------- | ------------ | ------------ | ----------- | ----------- |  |
|                             | Raymond Offroy élu    | UD-Ve                     | 14 362       | 31,09        | 23 109      | 51,18       |  |
|                             | Léon Rogé             | PCF                       | 13 443       | 29,1         | 21 968      | 48,66       |  |
|                             | Louis Boisson sortant | FGDS (SFIO)               | 12 787       | 27,68        | 72          | 0,16        |  |
|                             | Paul Caron            | CD (PDM)                  | 4 179        | 9,05         |             |             |  |
|                             | Jacques Benet         | Divers droite (Gaulliste) | 1 427        | 3,09         |             |             |  |
|                             |                       |                           |              |              |             |             |  |
| Inscrits                    | Inscrits              | Inscrits                  | 56 624       | 100,00       | 56 621      | 100,00      |  |
| Abstentions                 | Abstentions           | Abstentions               | 9 420        | 16,64        | 9 224       | 16,29       |  |
| Votants                     | Votants               | Votants                   | 47 204       | 83,36        | 47 397      | 83,71       |  |
| Blancs et nuls              | Blancs et nuls        | Blancs et nuls            | 1 006        | 2,13         | 2 248       | 4,74        |  |
| Exprimés                    | Exprimés              | Exprimés                  | 46 198       | 97,87        | 45 149      | 95,26       |  |
| Source : Gallica et CEVIPOF |                       |                           |              |              |             |             |  |

#### Dixième circonscription (Gournay-en-Bray)
| Candidat                    | Candidat                      | Parti          | Premier tour | Premier tour | Second tour | Second tour |  |
| Candidat                    | Candidat                      | Parti          | Voix         | %            | Voix        | %           |  |
| --------------------------- | ----------------------------- | -------------- | ------------ | ------------ | ----------- | ----------- |  |
|                             | Georges Delatre sortant réélu | UD-Ve          | 16 330       | 43,54        | 19 568      | 53,98       |  |
|                             | Claude Heuillard              | FGDS (Radical) | 9 960        | 26,56        | 16 680      | 46,02       |  |
|                             | Charles Ferrant               | CD (PDM)       | 6 347        | 16,92        | Retrait     | Retrait     |  |
|                             | André Pilet                   | PCF            | 4 868        | 12,98        | Retrait     | Retrait     |  |
|                             |                               |                |              |              |             |             |  |
| Inscrits                    | Inscrits                      | Inscrits       | 47 559       | 100,00       | 47 553      | 100,00      |  |
| Abstentions                 | Abstentions                   | Abstentions    | 8 973        | 18,87        | 10 045      | 21,12       |  |
| Votants                     | Votants                       | Votants        | 38 586       | 81,13        | 37 508      | 78,88       |  |
| Blancs et nuls              | Blancs et nuls                | Blancs et nuls | 1 081        | 2,8          | 1 260       | 3,36        |  |
| Exprimés                    | Exprimés                      | Exprimés       | 37 505       | 97,2         | 36 248      | 96,64       |  |
| Source : Gallica et CEVIPOF |                               |                |              |              |             |             |  |